# Kosjerovo
Kosjerovo (cyr. Косјерово) – wieś w Bośni i Hercegowinie, w Republice Serbskiej, w gminie Laktaši. W 2013 roku liczyła 668 mieszkańców.